# Barone Cornwallis
Barone Cornwallis è un titolo che è stato creato due volte, la prima volta nella Paria d'Inghilterra e la seconda vola nella Parìa del Regno Unito. I detentori del primo titolo ottennero successivamente il titolo di Conte Cornwallis e Marchese Cornwallis, ma tali titoli sono ora estinti.
La seconda creazione del titolo avvenne nell'ambito della Parìa del Regno Unito nel 1927 quando il politico conservatore Fiennes Cornwallis venne creato Barone Cornwallis, di Linton nella contea di Kent. Egli precedentemente aveva rappresentato Maidstone al parlamento ed aveva sieduto al consiglio della contea di Kent dal 1910 al 1930. Egli era il figlio di Fiennes Cornwallis, figlio di Charles Wykeham-Martin e di Lady Jemima Isabella, figlia di James Mann, V conte Cornwallis e così sino ai nostri giorni.

## Baroni Cornwallis, prima creazione (1661)
- vedi Conte Cornwallis

## Baroni Cornwallis, seconda creazione (1927)

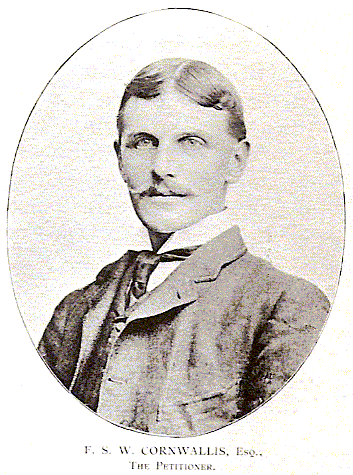
Fiennes Cornwallis, I barone Cornwallis

- Fiennes Stanley Wykeham Cornwallis, I barone Cornwallis (1864–1935)
- Wykeham Stanley Cornwallis, II barone Cornwallis (1892–1982)
- Fiennes Neil Wykeham Cornwallis, III barone Cornwallis (1921–2010)
- Fiennes Wykeham Jeremy Cornwallis, IV barone Cornwallis (n.1946)